# Album al numero uno della classifica FIMI nel 2012
La presente lista elenca gli album che hanno raggiunto la prima posizione nella classifica settimanale italiana Artisti, stilata durante il 2012 dalla Federazione Industria Musicale Italiana, in collaborazione con la GfK Retail and Technology Italia.

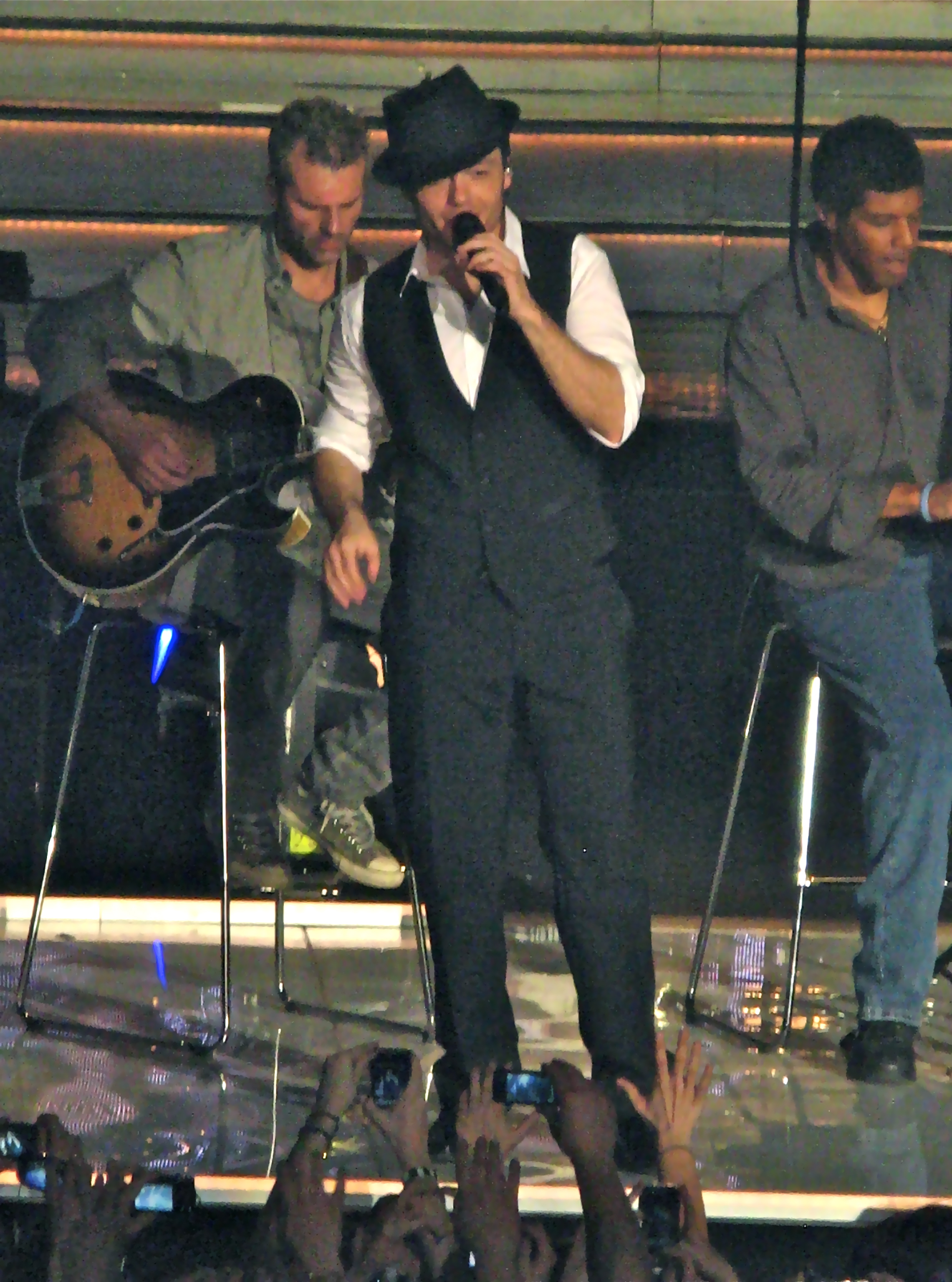
L'amore è una cosa semplice di Tiziano Ferro, pubblicato nel 2011, è l'album più venduto del 2012

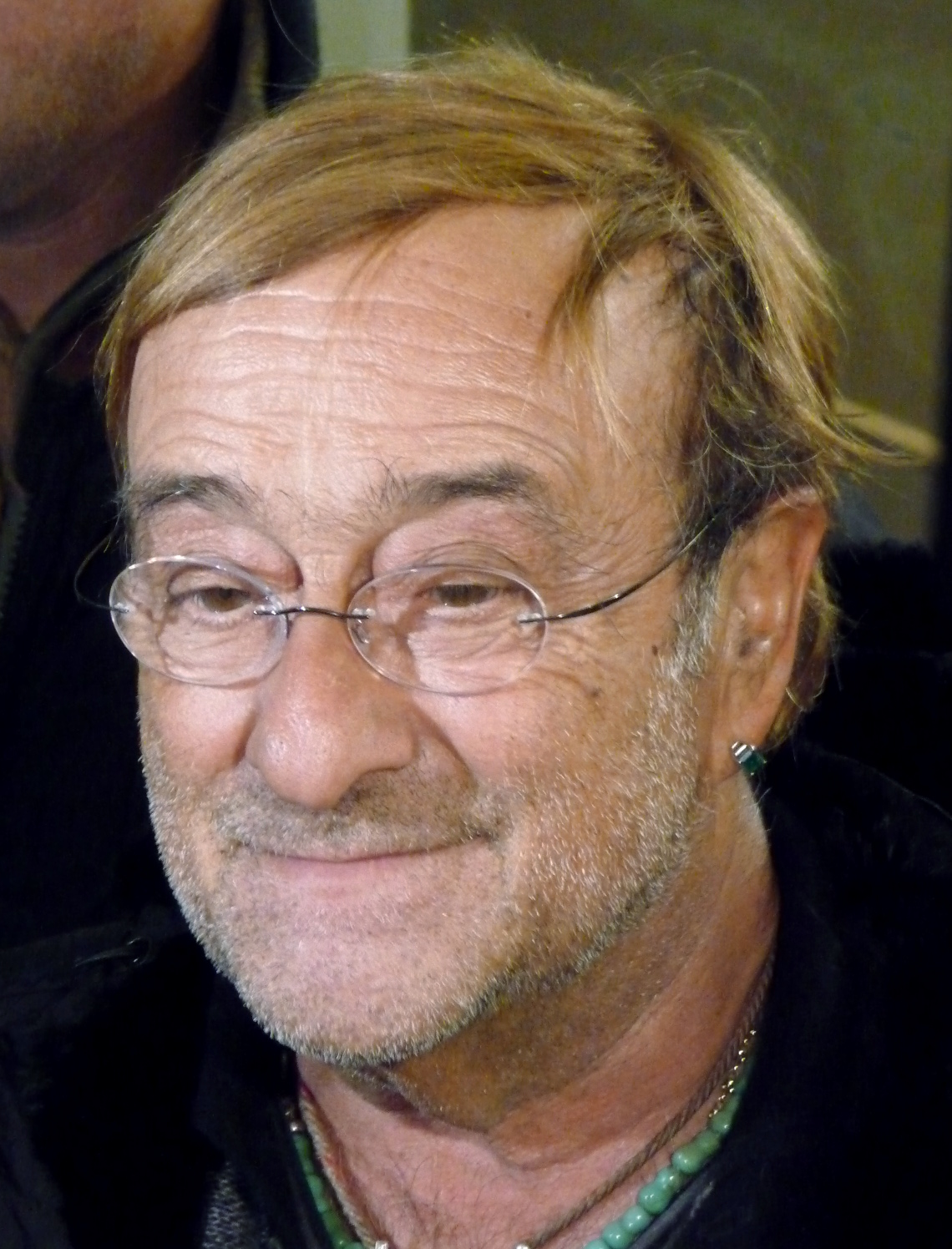
L'improvvisa scomparsa di Lucio Dalla porta la raccolta 12000 lune in testa alla classifica

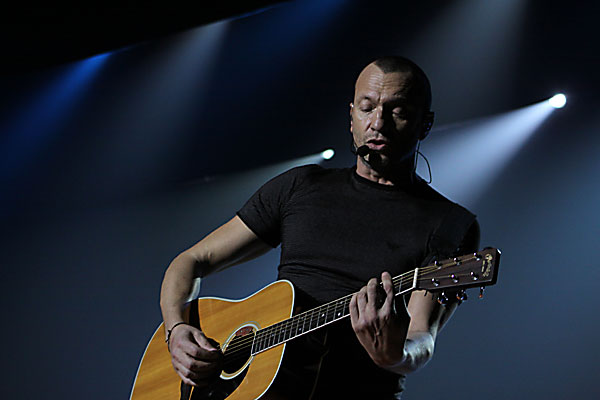
Biagio Antonacci fa registrare 12 settimane in testa alla classifica con Sapessi dire no

| Settimana    | Settimana    | Album                               | Artista             | Settimane consecutive | Settimane totali | Fonte  |
| Inizio       | Fine         | Album                               | Artista             | Settimane consecutive | Settimane totali | Fonte  |
| ------------ | ------------ | ----------------------------------- | ------------------- | --------------------- | ---------------- | ------ |
| 2 gennaio    | 8 gennaio    | L'amore è una cosa semplice         | Tiziano Ferro       | 3                     | 5                | [ 2 ]  |
| 9 gennaio    | 15 gennaio   | L'amore è una cosa semplice         | Tiziano Ferro       | 3                     | 5                | [ 3 ]  |
| 16 gennaio   | 22 gennaio   | Grande nazione                      | Litfiba             | 1                     | 1                | [ 4 ]  |
| 23 gennaio   | 29 gennaio   | 21                                  | Adele               | 2                     | 5                | [ 5 ]  |
| 30 gennaio   | 5 febbraio   | 21                                  | Adele               | 2                     | 5                | [ 6 ]  |
| 6 febbraio   | 12 febbraio  | Up All Night                        | One Direction       | 1                     | 1                | [ 7 ]  |
| 13 febbraio  | 19 febbraio  | 21                                  | Adele               | 1                     | 5                | [ 8 ]  |
| 20 febbraio  | 26 febbraio  | Sarò libera                         | Emma                | 1                     | 2                | [ 9 ]  |
| 27 febbraio  | 4 marzo      | 12000 lune                          | Lucio Dalla         | 1                     | 3                | [ 10 ] |
| 5 marzo      | 11 marzo     | Wrecking Ball                       | Bruce Springsteen   | 1                     | 1                | [ 11 ] |
| 12 marzo     | 18 marzo     | 12000 lune                          | Lucio Dalla         | 2                     | 3                | [ 12 ] |
| 19 marzo     | 25 marzo     | 12000 lune                          | Lucio Dalla         | 2                     | 3                | [ 13 ] |
| 26 marzo     | 1º aprile    | MDNA                                | Madonna             | 1                     | 1                | [ 14 ] |
| 2 aprile     | 8 aprile     | L'altra metà del cielo              | Vasco Rossi         | 2                     | 2                | [ 15 ] |
| 9 aprile     | 15 aprile    | L'altra metà del cielo              | Vasco Rossi         | 2                     | 2                | [ 16 ] |
| 16 aprile    | 22 aprile    | Sapessi dire no                     | Biagio Antonacci    | 5                     | 12               | [ 17 ] |
| 23 aprile    | 29 aprile    | Sapessi dire no                     | Biagio Antonacci    | 5                     | 12               | [ 18 ] |
| 30 aprile    | 6 maggio     | Sapessi dire no                     | Biagio Antonacci    | 5                     | 12               | [ 19 ] |
| 7 maggio     | 13 maggio    | Sapessi dire no                     | Biagio Antonacci    | 5                     | 12               | [ 20 ] |
| 14 maggio    | 20 maggio    | Sapessi dire no                     | Biagio Antonacci    | 5                     | 12               | [ 21 ] |
| 21 maggio    | 27 maggio    | Ancora di più - Cinque passi in più | Alessandra Amoroso  | 2                     | 2                | [ 22 ] |
| 28 maggio    | 3 giugno     | Ancora di più - Cinque passi in più | Alessandra Amoroso  | 2                     | 2                | [ 23 ] |
| 4 giugno     | 10 giugno    | Noi siamo il club                   | Club Dogo           | 1                     | 1                | [ 24 ] |
| 11 giugno    | 17 giugno    | Hanno ucciso l'Uomo Ragno 2012      | Max Pezzali/883     | 1                     | 1                | [ 25 ] |
| 18 giugno    | 24 giugno    | Believe                             | Justin Bieber       | 1                     | 1                | [ 26 ] |
| 25 giugno    | 1º luglio    | Living Things                       | Linkin Park         | 2                     | 2                | [ 27 ] |
| 2 luglio     | 8 luglio     | Living Things                       | Linkin Park         | 2                     | 2                | [ 28 ] |
| 9 luglio     | 15 luglio    | Sapessi dire no                     | Biagio Antonacci    | 7                     | 12               | [ 29 ] |
| 16 luglio    | 22 luglio    | Sapessi dire no                     | Biagio Antonacci    | 7                     | 12               | [ 30 ] |
| 23 luglio    | 29 luglio    | Sapessi dire no                     | Biagio Antonacci    | 7                     | 12               | [ 31 ] |
| 30 luglio    | 5 agosto     | Sapessi dire no                     | Biagio Antonacci    | 7                     | 12               | [ 32 ] |
| 6 agosto     | 12 agosto    | Sapessi dire no                     | Biagio Antonacci    | 7                     | 12               | [ 33 ] |
| 13 agosto    | 19 agosto    | Sapessi dire no                     | Biagio Antonacci    | 7                     | 12               | [ 34 ] |
| 20 agosto    | 26 agosto    | Sapessi dire no                     | Biagio Antonacci    | 7                     | 12               | [ 35 ] |
| 27 agosto    | 2 settembre  | Havoc and Bright Lights             | Alanis Morissette   | 1                     | 1                | [ 36 ] |
| 3 settembre  | 9 settembre  | Nesliving Vol. 3 - Voglio           | Nesli               | 1                     | 1                | [ 37 ] |
| 10 settembre | 16 settembre | Tutto da capo                       | Gemelli DiVersi     | 1                     | 1                | [ 38 ] |
| 17 settembre | 23 settembre | Bad 25th Anniversary Edition        | Michael Jackson     | 1                     | 1                | [ 39 ] |
| 24 settembre | 30 settembre | ¡Uno!                               | Green Day           | 1                     | 1                | [ 40 ] |
| 1º ottobre   | 7 ottobre    | The 2nd Law                         | Muse                | 3                     | 3                | [ 41 ] |
| 8 ottobre    | 14 ottobre   | The 2nd Law                         | Muse                | 3                     | 3                | [ 42 ] |
| 15 ottobre   | 21 ottobre   | The 2nd Law                         | Muse                | 3                     | 3                | [ 43 ] |
| 22 ottobre   | 28 ottobre   | Apriti sesamo                       | Franco Battiato     | 2                     | 2                | [ 44 ] |
| 29 ottobre   | 4 novembre   | Apriti sesamo                       | Franco Battiato     | 2                     | 2                | [ 45 ] |
| 5 novembre   | 11 novembre  | Una storia semplice                 | Negramaro           | 1                     | 1                | [ 46 ] |
| 12 novembre  | 18 novembre  | Take Me Home                        | One Direction       | 1                     | 1                | [ 47 ] |
| 19 novembre  | 25 novembre  | Noi                                 | Eros Ramazzotti     | 1                     | 1                | [ 48 ] |
| 26 novembre  | 2 dicembre   | Live Kom 011: The Complete Edition  | Vasco Rossi         | 1                     | 1                | [ 49 ] |
| 3 dicembre   | 9 dicembre   | Backup - Lorenzo 1987-2012          | Jovanotti           | 1                     | 10               | [ 50 ] |
| 10 dicembre  | 16 dicembre  | La sesión cubana                    | Zucchero Fornaciari | 1                     | 1                | [ 51 ] |
| 17 dicembre  | 23 dicembre  | Backup - Lorenzo 1987-2012          | Jovanotti           | 4                     | 10               | [ 52 ] |
| 24 dicembre  | 30 dicembre  | Backup - Lorenzo 1987-2012          | Jovanotti           | 4                     | 10               | [ 53 ] |

L'album che nel 2012 ha passato più tempo in cima alla classifica di vendite è Sapessi dire no di Biagio Antonacci (12 settimane non consecutive).